# Wolfgang Elpidius Pax
Wolfgang Elpidius Pax OFM (* 22. April 1912 in Breslau als Wolfgang Pax; † 14. April 1993 in Lippstadt) war ein deutscher Sprachwissenschaftler katholischer Theologe und Mitglied des Franziskanerordens.

## Leben
Wolfgang Pax stammte aus einer evangelischen Familie. Sein Vater war der Meeresbiologe Ferdinand Albert Pax (1885–1964), seine Mutter Elisabeth Pax geborene Nohr. Wolfgang Pax besuchte das Johannesgymnasium Breslau, wo Willy Cohn zu seinen Lehrern zählte, und studierte anschließend Klassische Philologie, Klassische Archäologie, vergleichende Sprachwissenschaft und Philosophie an der Universität Breslau. Am meisten prägten ihn die Indogermanisten Wilhelm Havers und Otto Strauß (1881–1940). Im Februar 1936 wurde er mit einer sprachwissenschaftlichen Dissertation zum Dr. phil. promoviert, im Juli 1937 legte er das Staatsexamen für das höhere Lehramt ab. Anschließend lehrte er als Dozent in Breslau und wurde Mitglied der Deutschen Morgenländischen Gesellschaft. Ab dem 1. Oktober 1939 arbeitete er als Volontär an der Universitätsbibliothek Leipzig.
Während des Zweiten Weltkriegs diente Pax als Meteorologe bei der Luftwaffe. Die Kriegserfahrungen brachten ihn zu einer spirituellen Umkehr. Nach Kriegsende konvertierte er zur katholischen Kirche und trat am 30. April 1946 im Franziskanerkloster Rietberg (Westfalen) in die Sächsische Franziskanerprovinz (Saxonia) ein, wo er den Ordensnamen Elpidius erhielt. Von 1947 bis 1950 studierte er Katholische Theologie. Am 30. Juli 1950 wurde er in Warendorf zum Priester geweiht. Anschließend ging er an die Universität München, wo er bis 1953 Bibelwissenschaften studierte und 1955 zum Dr. theol. promoviert wurde. Von 1953 bis 1955 arbeitete er als Präfekt einer katholischen Internatsschule in Hildesheim, von 1955 bis 1959 als Seelsorger in Berlin-Lichtenrade.
Nach einem Studienjahr am Päpstlichen Bibelinstitut in Rom (1959/60) ging Pax als Professor für biblische Exegese und Judaistik an das Studium Biblicum Franciscanum in Jerusalem, wo er bis zu seiner Emeritierung 1982 lehrte. Ab 1973 lehrte er daneben Neues Testament und Judaistik am Theologischen Studienjahr Jerusalem der Benediktinerabtei Dormitio auf dem Berg Zion.
Für seine seelsorgerische Tätigkeit erhielt Pax am 20. Dezember 1967 das Bundesverdienstkreuz I. Klasse.
Wolfgang Pax’ wissenschaftliches Werk war in der ersten Phase seines Lebens ganz der Sprachwissenschaft gewidmet. Er beschäftigte sich zunächst mit der Etymologie der Indogermanischen Sprachen. Nach seiner Konversion wandte er sich verstärkt biblischen Themen zu, wobei er häufig die Methoden der Sprachwissenschaft anwandte. Er verfasste zahlreiche Studien zur katholischen Theologie, biblischen Exegese, Begriffs- und Religionsgeschichte, sowie Artikel für die Realenzyklopädie der klassischen Altertumswissenschaft (RE), das Reallexikon für Antike und Christentum (RAC) und das Lexikon für Theologie und Kirche (LThK). Ab den 1970er Jahren veröffentlichte er auch populäre Beiträge, darunter den Reiseführer Die heiligen Stätten. Auf den Spuren Jesu (1970) und zahlreiche Quizfragen zum Neuen Testament in der Zeitschrift Im Land des Herrn.

## Schriften (Auswahl)
- Sprachvergleichende Untersuchungen zur Etymologie des Wortes ἀμφίπολος. In: Wörter und Sachen. Band 18 (1937), S. 1–88 (sprachwissenschaftliche Dissertation)
- Ἐπιφάνεια. Ein religionsgeschichtlicher Beitrag zur biblischen Theologie. München 1955 (theologische Dissertation)
- Beobachtungen zum biblischen Sprachtabu. In: Liber Annuus. Band 12 (1962), S. 66–112
- Syntaktische Semitismen im Neuen Testament. Eine grundsätzliche Erwägung. In: Liber Annuus. Band 13 (1962/63), S. 136–162
- Die heiligen Stätten. Auf den Spuren Jesu. Jerusalem / Olten 1970. Zahlreiche Neuauflagen
  - Übersetzung ins Englische: In the Footsteps of Jesus. Tel Aviv 1970
  - Übersetzung ins Portugiesische: Nos Passos de Jesus. Rio de Janeiro 1972
  - Übersetzung ins Schwedische: I Jesu Fotspar. Vällingby 1978
  - Übersetzung ins Französische von Martin Stoll: Avec Jésus en Terre Sainte. Paris 1979
- Auf den Spuren des Paulus. Freiburg / Olten 1977